# Сборник снимков с древних печатей
Сборник снимков с древних печатей – монография директора Московского архива министерства юстиции Петра Ивановича Иванова по русской сфрагистике из государственных и частных архивов.
Полное название научного труда: “Сборник снимков с древних печатей приложенных к грамотам и другим юридическим актам хранящимся в Московском архиве министерства юстиции составленный директором архива П. Ивановым”. Обширный научный труд собрания всех данных для истории отечественных печатей, систематического их изложения, уникальное и единственное в своём роде собрание подлинных: жалованных, уставных, судно-правовых, послушных, оброчных, договорных, мировых, купчих, вкладных, духовных и других грамот со снимками сохранившихся печатей и приложенных к ним актам. Собрание упомянутых актов доходит до 15.000 тысяч отдельных документов, что свидетельствует о важности подобного источника.
Между сохранившимися печатями находятся:
1)     Печати великокняжеские и удельных князей;
2)     Царские и императорские печати;
3)     Печати митрополитов всея Руси и патриаршие;
4)     Приказов и других государственных учреждений;
5)     Царств Казанского и Астраханского, разных городов и острогов;
6)     Должностных и частных лиц, как светских, так и духовных.
Печати в труде расположены в хронологическом порядке и относятся к XIV-XVIII векам, с объяснением в особом при работе приложении, как лиц так и мест, кому принадлежали печати, так и самих актов к которым они приложены. В труде имеются изображения печатей и описание актов: XIV века – 5 шт, XV века – 53 шт, XVI века – 162 шт, XVII века – 320 шт, XVIII века – 10 шт, а всего – 550 штук.
Данный труд, независимо от юридического и административного значения печатей, является официальным материалом для изучения истории отечественной сфрагистике, является пособием  по изучению геральдики княжеских и древних дворянских родов, служит пособием в древней Российской нумизматике, является неоценимым материалом в краеведении.

## Критика
Длительной время и небрежное хранение, пожары не пощадило большей части из приложенных восковых печатей к актам и грамотам, частью совершенно утратившихся или обломавшихся, частью же если и уцелевшими в полном своём виде, но потерявшие все отличительные признаки своих изображений и надписей, чему способствовало их непрочный состав – воск, а также крепление печатей к актам на шёлковых и иных шнурках, полосках бумаги. Иные печати сгладились, что повлекло внимательное их изучение изображения и слова через мощное увеличительное стекло. Иногда встречаются вместо полных надписей одни заглавные буквы имени, отчества и фамилии, что затрудняет определение лица, которому принадлежала печать.